# Nothum
Nothum (en luxemburguès: Léifreg; en alemany: Nothum) és una vila i centre administratiu de la comuna de Lac de la Haute-Sûre situada al districte de Diekirch del cantó de Wiltz. Està a uns 41 km de distància de la ciutat de Luxemburg.